# Partido judicial de Castropol
El partido judicial de Castropol es uno de los dieciocho partidos en los que se divide el Principado de Asturias, en España. Es el partido judicial n.º 7 de la provincia de Asturias.

## Ámbito geográfico
El ámbito territorial, que viene regulado por el Real Decreto 529/1983, de 9 de marzo, comprende los municipios de:
- Castropol
- El Franco
- Grandas de Salime
- Pesoz
- San Martín de Oscos
- San Tirso de Abres
- Santa Eulalia de Oscos
- Tapia de Casariego
- Taramundi
- Vegadeo
- Villanueva de Oscos